# Неясыти
Нея́сыти (лат. Strix) — род птиц семейства совиных.

## Этимология названия
Название «неясыть» встречается в древнерусском языке — «нєꙗсъιть» — и позднее в церковнославянском — «нєѧсыть», в Библии (Лев. 11:14, Иов. 15:23, Пс. 101:7). В тексте Септуагинты, с которого был сделан славянский перевод Библии, это слово на древнегреческом языке: «γύψ, γυπός» — «коршун», а в Вульгате: «pellicano» — «пеликан». Несмотря на упоминание этого слова в церковнославянских текстах, этимология его до конца не ясна. Как считает И. И. Срезневский, слово образовано от «нє» + «сѧ» + «съιть», то есть: себя («сѧ») не насыщающий («съιть» — «сытость, насыщение»); Л. А. Булаховский считает, что оно образовано из отрицания «не», соединения «я» и слова «сыть» в значении «пища, еда». В этом варианте название понималось как «ненасытный, хищный» и сближалось с древним названием одного из порогов Днепра — «Ненасытец». Синоним неясыть — прожорливый, по мнению этимологов, сохраняется и более позднее время. Словарь В. И. Даля (1882), представляя понимание слова во второй половине XIX века, указывает, что название означает «птица баба // Видъ пугача, филина. // Сказочная, прожорливая, ненасытимая птица».
Существует другая гипотеза. В лексиконах XIV—XVI веков, использовавших церковно-славянский язык, название относится к целому ряду птиц, в частности, к пеликану, ворону, филину, сове, ястребу. Возможно, что церковно-славянское «нєѧсыть» следует понимать как «не пища, не съедобное» — животное, которое нельзя есть. На это указывает наличие в старославянском языке самостоятельных слов, таких как «сыть» — пища, «ясти» — есть, пожирать, церковно-славянского «ясти, яство» — есть, еда и т. п., которые в сочетании с отрицанием «не» могут иметь такое значение. На существование запрета употребления в пищу разных «неясытей» прямо указывает Библия в книгах «Левит» и «Второзаконие»:

Всякую птицу чистую ешьте. Но сих не должно вам есть из них: орла, грифа и морского орла, и коршуна, и сокола, и кречета с породою их; и всякого ворона с породою его, и страуса, и совы, и чайки и ястреба с породою его, и филина, и ибиса, и лебедя, и пеликана, и сипа, и рыболова, и цапли, и зуя с породою его, и удода, и нетопыря.
— Втор. 14:11-18
(Причём в церковнославянском переводе слово «нєѧсыть» в этом отрывке соответствует слову «коршун», а не «сова».)
Запреты на употребление в пищу нечистых животных сохранились, в частности, в старообрядчестве.
Возможно, с переходом к христианству запрет на употребление в пищу тех или иных животных зафиксировался в языке как имя собственное, а позже сохранившееся слово неясыть, то есть «не пища», стало именем собственным и закрепилось сначала за всеми совами, а позже перешло как название на сов рода Strix. Таким образом, слово неясыть — дословно «не еда».

## Биологическое описание
Длина тела от 30 до 70 см. Перьевые ушки отсутствуют, лицевой диск хорошо выражен, ушные отверстия большие, асимметричные и почти полностью прикрыты складкой кожи. Клюв высокий, сжатый с боков. Оперение рыхлое, обычно сероватое, или рыжеватое, с бурыми пестринами. Радужина бурого цвета.
Основу питания составляют грызуны, также в рацион входят птицы, земноводные, пресмыкающиеся, беспозвоночные.

## Распространение

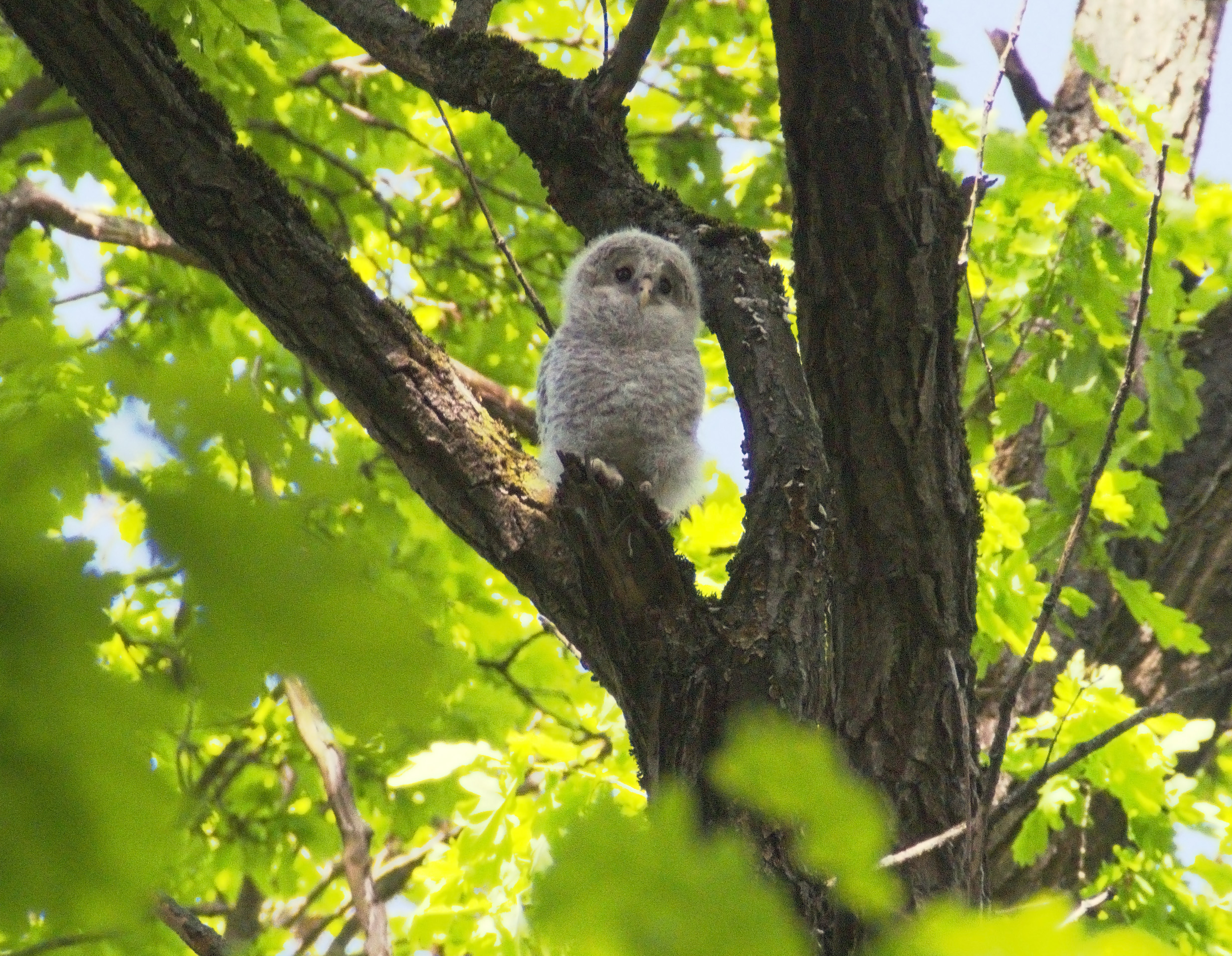
Совёнок неясыти впервые вышел в мир в Ботаническом саду

Распространены в Европе, Северной Африке, Азии и Америке.
В фауне России и стран бывшего СССР три вида: серая, длиннохвостая и бородатая неясыти.

## Виды
В состав рода включают 22 вида (вместе с родом Ciccaba, признанным синонимичным) :
- Strix seloputo — пагодная неясыть
- Strix ocellata — манговая неясыть
- Strix leptogrammica — малайская неясыть
- Strix aluco — серая неясыть, или обыкновенная неясыть
- Strix mauritanica
- Strix nivicolum
- Strix hadorami — пустынная неясыть
- Strix butleri — бледная неясыть
- Strix occidentalis — пятнистая неясыть
- Strix varia — пёстрая неясыть
- Strix sartorii
- Strix fulvescens — гватемальская бурая неясыть
- Strix hylophila — бразильская неясыть
- Strix chacoensis — чакская неясыть
- Strix rufipes — рыженогая неясыть
- Strix uralensis — длиннохвостая неясыть, или уральская неясыть
- Strix nebulosa — бородатая неясыть
- Strix woodfordii — африканская циккаба
- Strix virgata — пятнистая циккаба
- Strix nigrolineata — чёрно-белая циккаба
- Strix huhula — зебровая циккаба
- Strix albitarsis — краснополосая циккаба

## Галерея

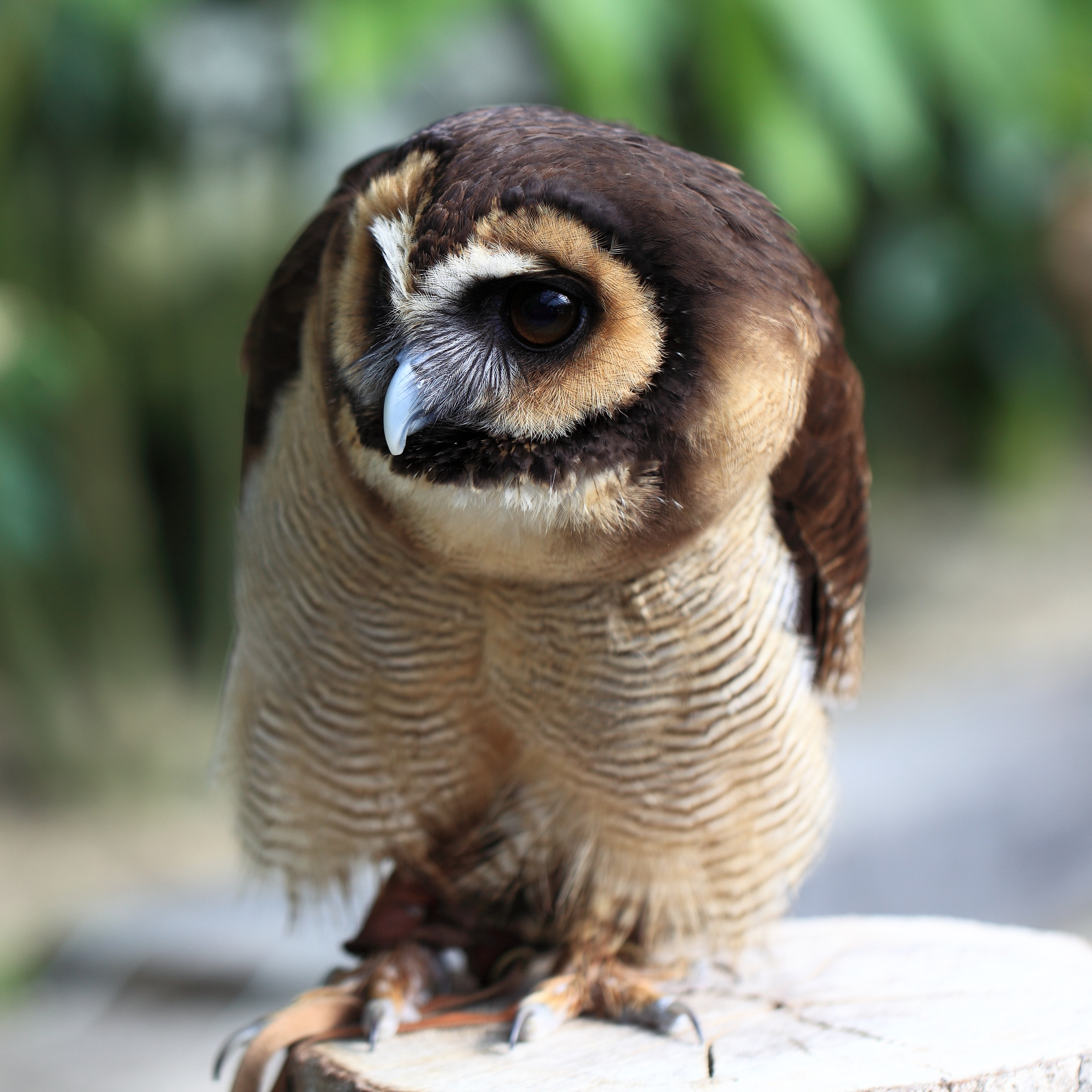
Малайская неясыть
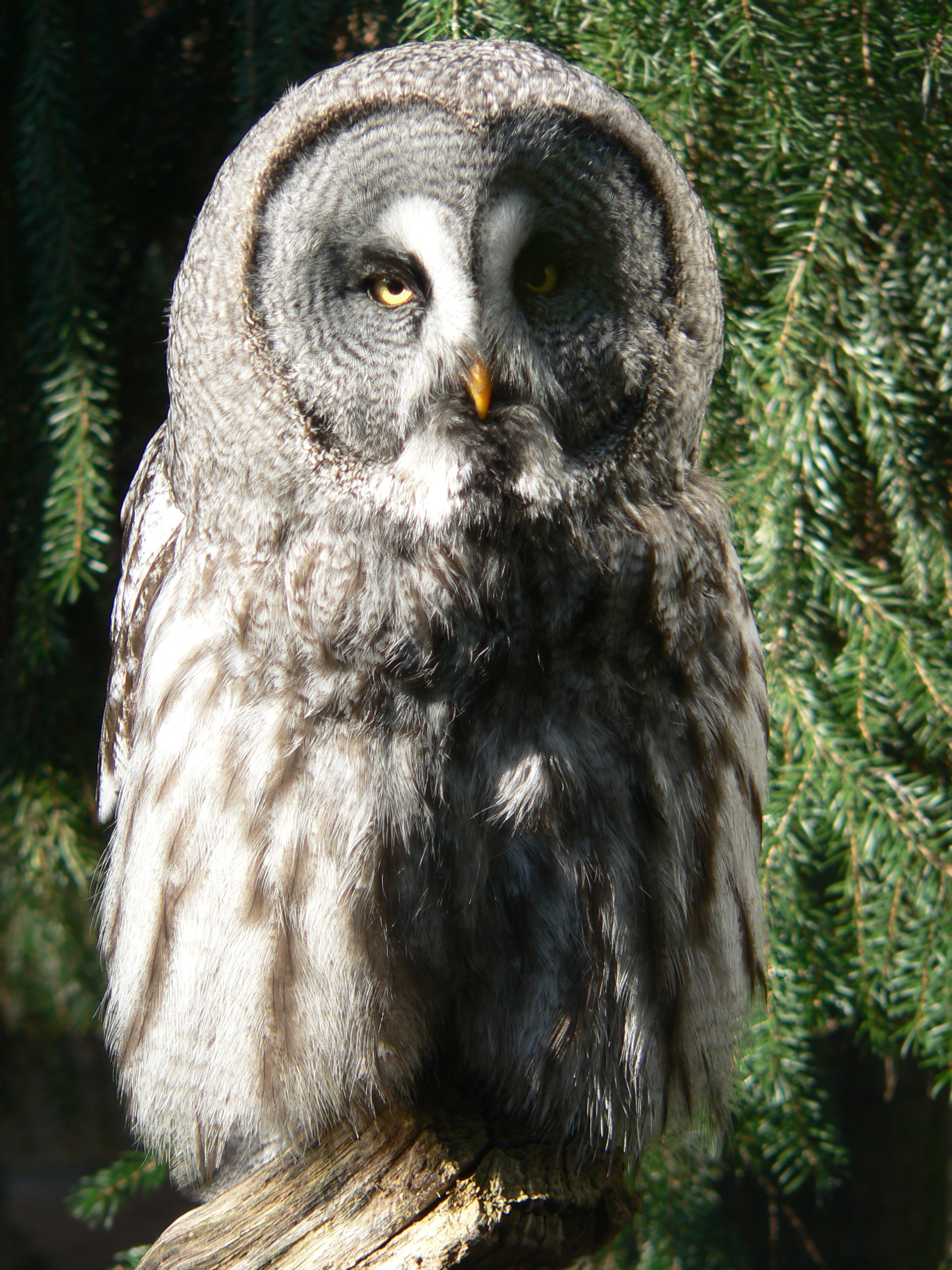
Бородатая неясыть
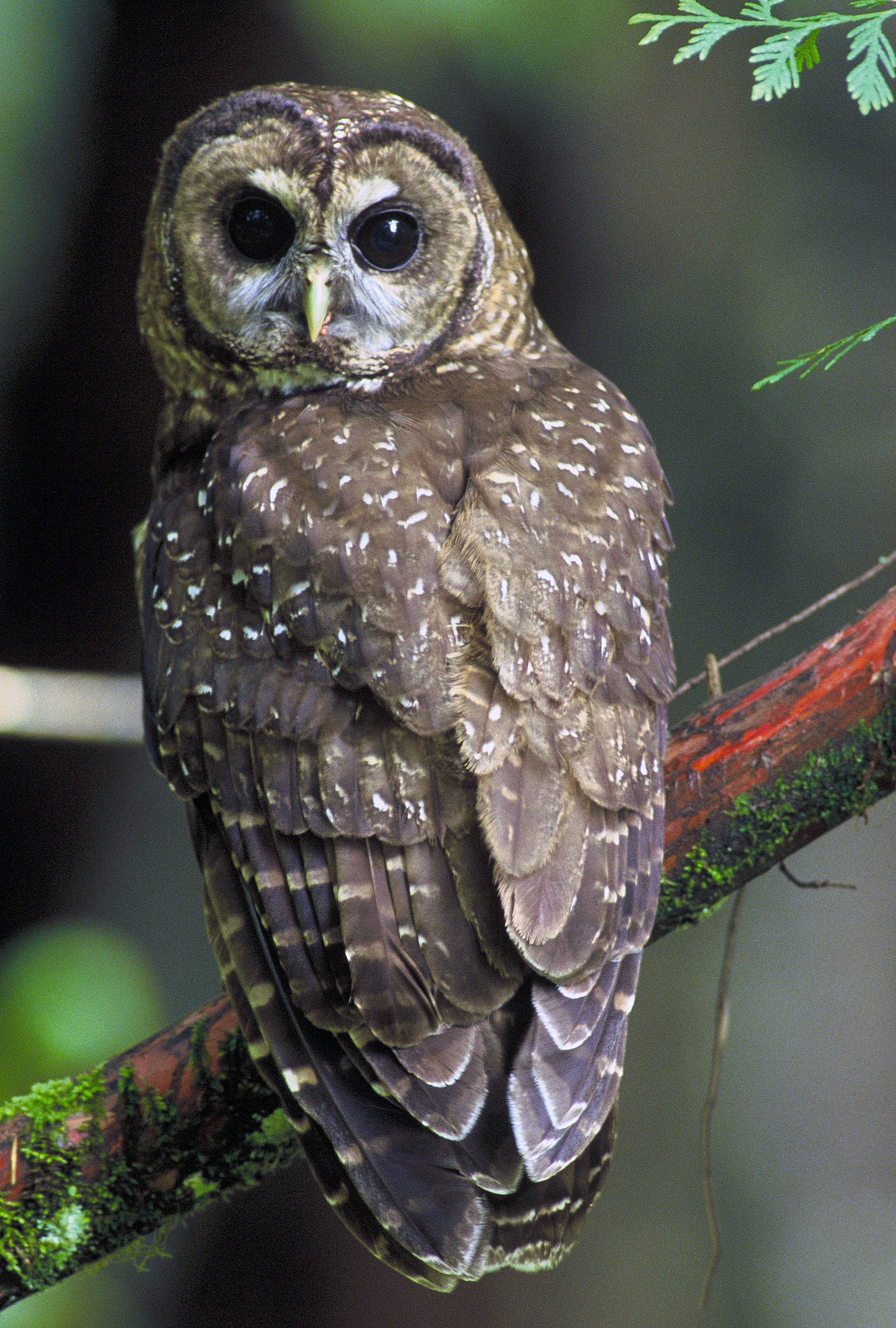
Пятнистая неясыть
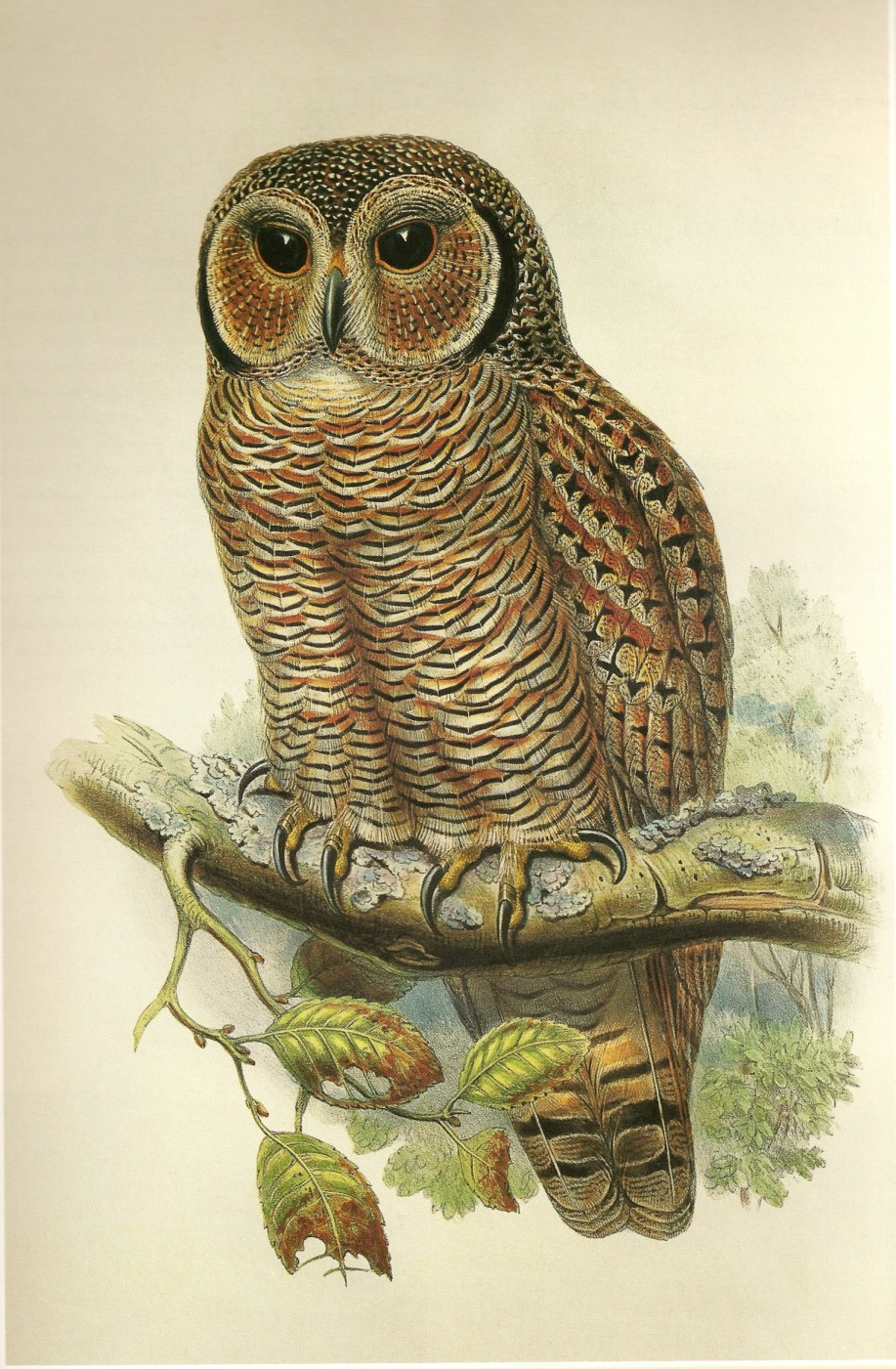
Манговая неясыть
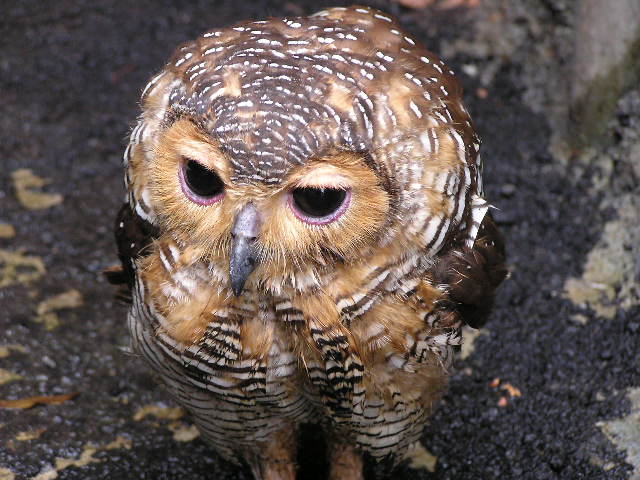
Пагодная неясыть
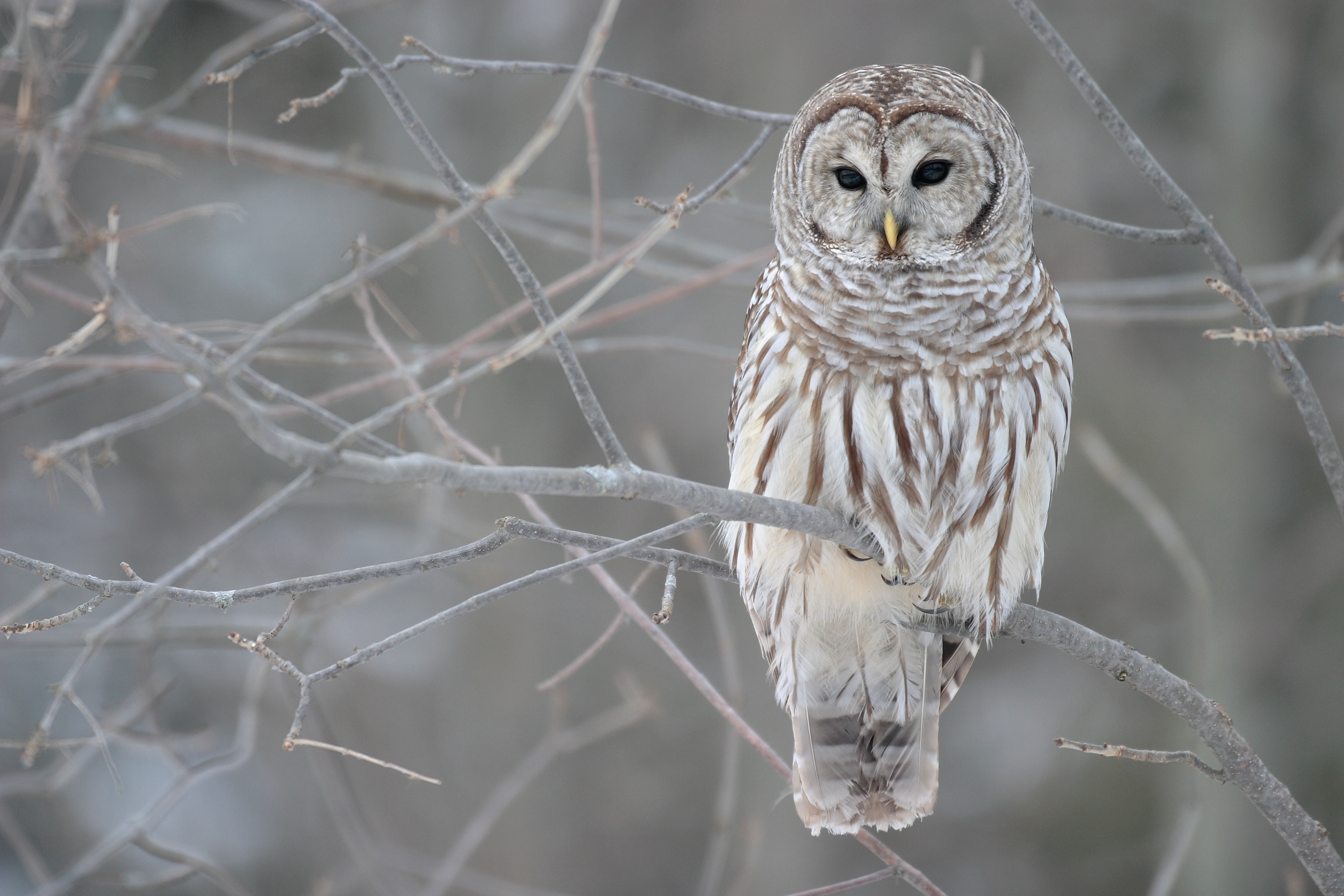
Пёстрая неясыть
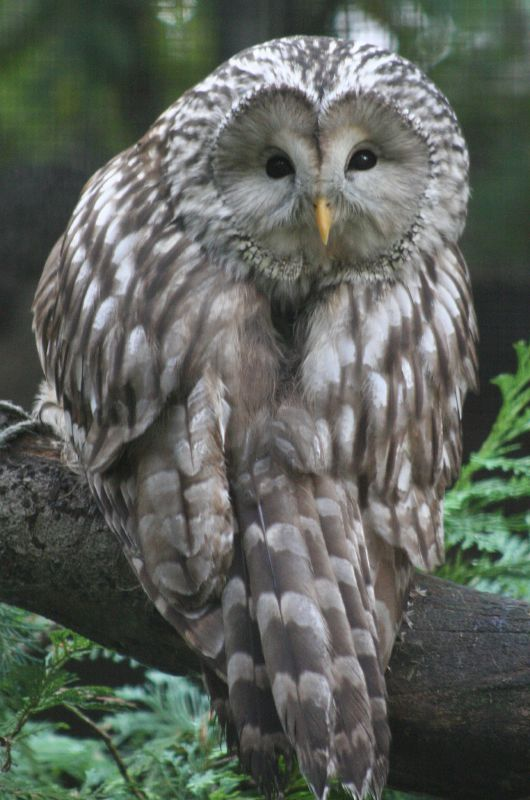
Длиннохвостая неясыть
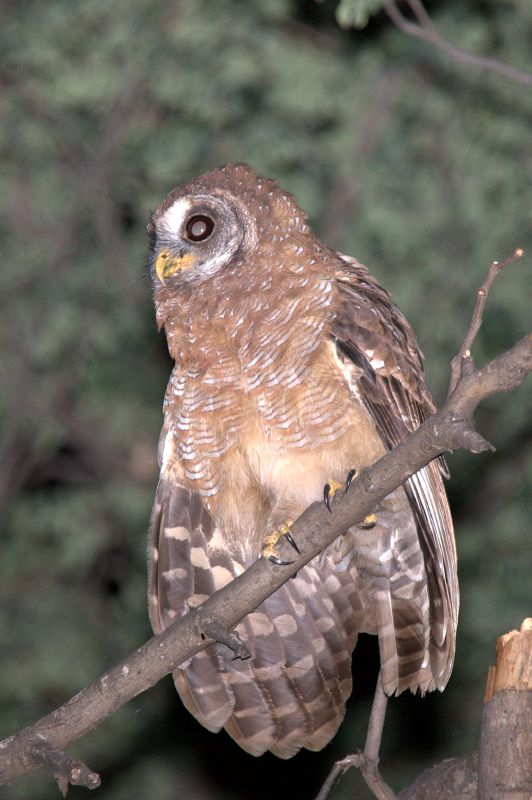
Африканская циккаба
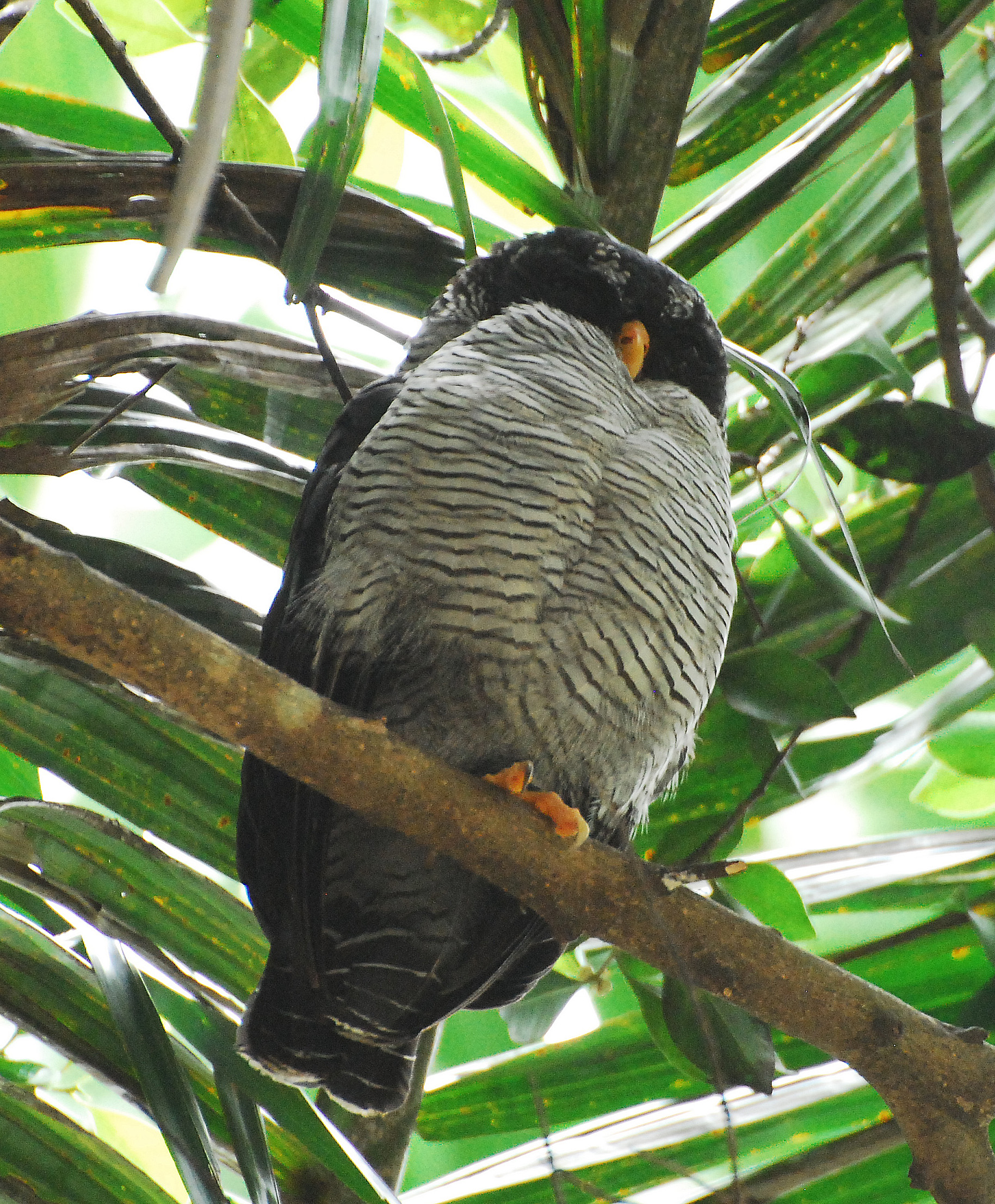
Чёрно-белая циккаба
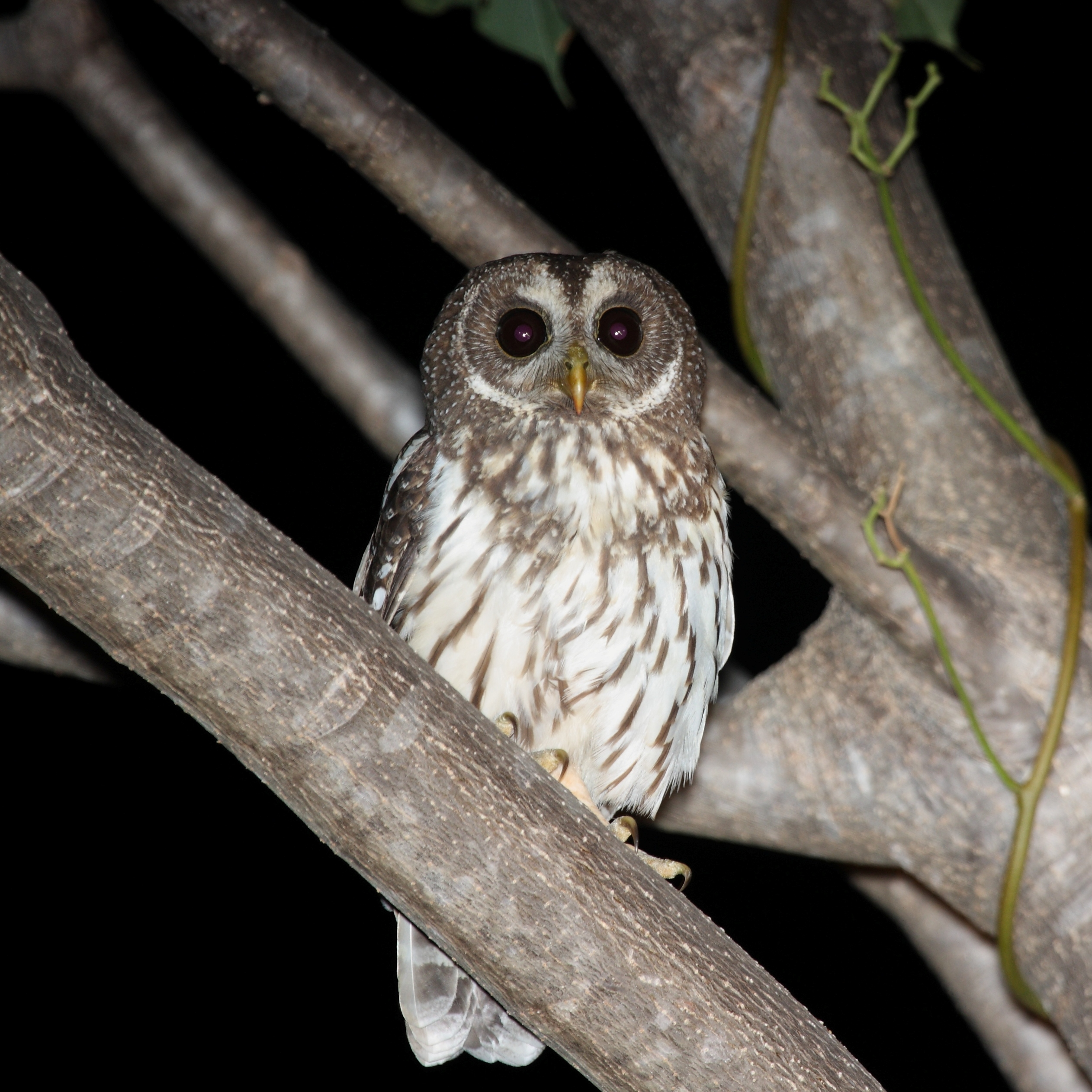
Пятнистая циккаба
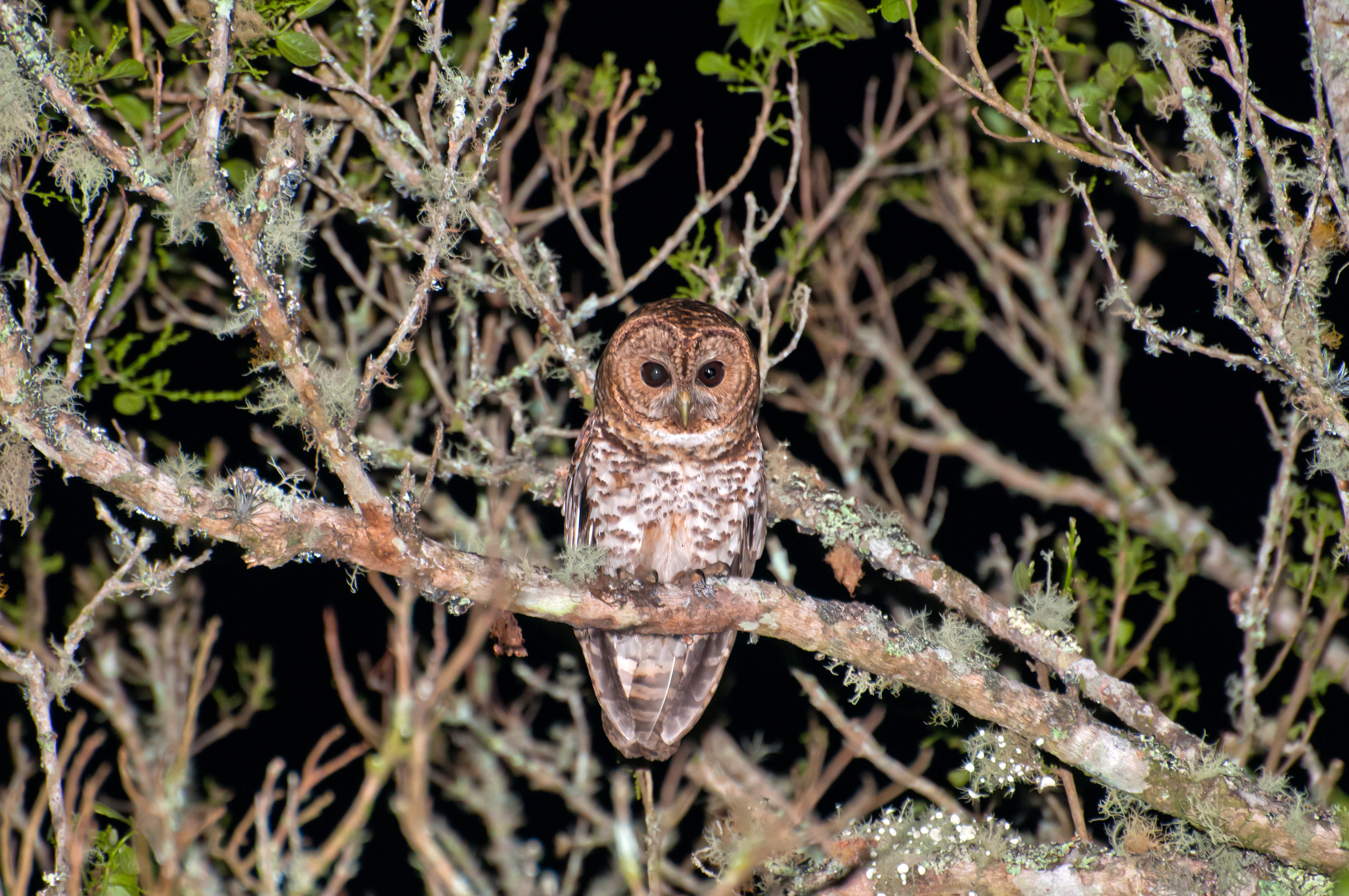
Бразильская неясыть